# مملكة ماجادها
شكلت مملكة ماجادها أو مَجَدهة (بالسنسكريتية: मगध)‏ واحدة من مها-جاناباداس (Mahā-Janapadas) (وتعني «الدول العظمى» بـاللغة السنسكريتية:) الستة عشر أو ممالك في الهند القديمة. وكانت منطقة بيهار جنوب نهر الغانج تعد قلب المملكة; وكانت راجاجريها (راجير الحديثة) هي عاصمتها الأولى ثم باتاليبوترا (مدينة باتنا (Patna) الحديثة). وتوسعت مملكة ماجادها لتشمل أغلب مدن بيهار والبنغال مع غزو ليكشافي وأنغا على التوالي، تلاها الكثير من الولايات منها أوتار براديش الشرقية وأوريسا. وذُكرت مملكة ماجادها القديمة كثيرًا في نصوص جاين والنصوص البوذية. وذكرت أيضًا في ملحمة رامايانا ومهابهاراتا وبوراناس.
حدثت أول إشارة لشعب ماجادها في أثارفا-فيدا (Atharva-Veda) حيث ذُكروا إلى جانب الأنغان والغانذاريين والموجافاتيين. إضافة إلى ذلك، هناك جذور لاثنتين من الديانات الهندية الرئيسية ن في ماجادها وهما الديانة الجاينية والبوذية؛ كما نشأت اثنتان من الإمبراطوريات الهندية الكبرى من ماجادها، وهما الإمبراطورية الماورية وإمبراطورية جوبتا. وقد شهدت هذه الإمبراطوريات تقدمًا وتطورًا في العلوم والرياضيات وعلم الفلك والدين وعلم الفلسفة في الهند القديمة والتي اعتبرت «العصر الذهبي» الهندي.
وكذلك اشتملت مملكة ماجادها على مجتمعات جمهورية مثل مجتمع راجاكومارا. وكانت للقرى جمعيات خاصة تخضع لزعمائها المحليين المعروفين بجراماكاس. حيث تقسمت إداراتها إلى وظائف تنفيذية وقضائية وعسكرية.

## أعلام
- ساريبوتا

## وصلات خارجية
- Ancient History of Great Magadha